# Pasifae
Pasìfae (in greco antico: Πασιφάη?, Pasipháē) è un personaggio della mitologia greca. È la moglie del re di Creta Minosse e la madre del Minotauro.

## Genealogia
Figlia di Elio e della ninfa oceanina Perseide.
Dal marito Minosse ebbe otto figli: Androgeo, Arianna, Acacallide, Catreo, Deucalione, Fedra, Glauco e Senodice. Fu inoltre anche la madre del Minotauro.

## Mitologia
Secondo la Biblioteca dello pseudo-Apollodoro, Pasìfae era una donna bellissima ed esperta di arti magiche come sua nipote (o sorellastra) Medea; gelosa dei numerosi tradimenti del marito Minosse, la donna gli diede da bere una pozione a causa della quale, unendosi alle amanti, eiaculava non sperma ma millepiedi, serpenti e scorpioni velenosi che uccidevano le malcapitate. A liberarlo dall'incantesimo fu Procri, figlia di Eretteo .
Antonino Liberale, nelle sue Metamorfosi, dà un'altra versione dello stesso mito: Minosse era affetto non da una maledizione, ma da un misterioso morbo dagli stessi effetti; mentre le sue precedenti amanti erano tutte morte, Pasifae sopravvisse perché immortale (in quanto figlia di Elios), ma i due non potevano avere figli. Procri disse allora a Minosse di eiaculare le immonde creature in una guaina fatta con la vescica di una capra, e poi, liberatosi da essi, di unirsi alla moglie. In questa maniera Minosse e Pasifae riuscirono a concepire i loro otto figli. Questo episodio viene interpretato come una delle prime attestazioni di un metodo di contraccezione, sebbene adoperato per garantire la gravidanza e non per prevenirla.
Secondo la versione più comune del mito, Poseidone inviò a Minosse un bianchissimo toro affinché venisse sacrificato in suo onore. Il re di Creta però non obbedì al dio, ritenendo il dono troppo bello e ne sacrificò un altro al suo posto. La vendetta divina non tardò ad arrivare: nella moglie di Minosse, Pasifae, si sviluppò ben presto una passione così folle per l'animale da spingerla a desiderare ardentemente di unirsi a esso.
Decisa a soddisfare il proprio perverso impulso, la regina chiese aiuto a Dèdalo, rifugiatosi a Creta per sfuggire a una condanna per omicidio. Egli le costruì una vacca di legno cava, rivestita della pelle dell'esemplare di femmina da lui più amato, nella quale entrare per consumare il rapporto. Il toro, montando la finta vacca, fecondò Pasìfae che diede alla luce il Minotauro.
Ne I cretesi, Euripide nega la natura immortale di Pasifae, narrando che fu condannata a morte da Minosse per il suo tradimento; la tragedia tuttavia è pervenuta in maniera frammentaria, dunque il suo destino resta incerto. Nell'Eneide di Virgilio, Enea vede l'anima di Pasifae nei Campi del Lutto durante il suo viaggio nell'oltretomba, suggerendo che ella sia effettivamente morta.

## Culto
A Pasìfae era dedicato un culto oracolare in Laconia. Secondo Pausania si trattava non della moglie di Minosse ma di un epiclesi della dea lunare Selene, e da identificarsi anche con Leucotea, mentre Plutarco nel suo Vite parallele sostiene si tratti di una figlia di Atlante, dalla cui unione con Zeus sarebbe nato Ammone.

## Nelle arti e nella cultura di massa
- Ovidio la cita nel suo Ars amatoria.
- Dante la ricorda nella Divina Commedia (Inferno XII, 13; Purgatorio XXVI, 41-42 e 86-87).
- Pasifae è anche il soggetto di un dipinto di Jackson Pollock, Pasiphaë (1943 circa).
- Pasifae compare nel quarto libro della saga degli Eroi dell'Olimpo.